# Altimètre (revue)
Altimètre est une revue d’aviation.

## Généralités
Altimètre - Le marché de l'aviation est une revue d’aviation publiée par Éditions Stevens SA.